# پل بیکسبی
پل بیکسبی (به انگلیسی: Bixby Bridge)در سواحل بیگ سور کالیفرنیا، به دلیل طراحی زیبایی شناختی، «معماری برازنده و محیطی باشکوه»، یکی از مشهورترین پل‌ها در کالیفرنیا است. این یک پل قوسی بتنی اسپندرال باز است. این پل در ۱۲۰ مایلی (۱۹۰ کیلومتری) جنوب سانفرانسیسکو و ۱۳ مایلی (۲۱ کیلومتری) جنوب کارمل در شهرستان مونتری در مسیر ایالتی ۱ قرار دارد.
قبل از افتتاح پل در سال ۱۹۳۲، ساکنان منطقه بیگ سور در طول زمستان به دلیل مسدود شدن جاده از جاده ساحلی قدیمی استفاده می‌کردند و ارتباط با نقاط دیگر عملاً قطع شده بودند. این پل با بودجه ۱۹۹۸۶۱ دلاری (معادل ۳٫۲۹ میلیون دلار در سال ۲۰۲۱) ساخته شد و با ۳۶۰ فوت (۱۱۰ متر) طولانی‌ترین دهانه طاق بتنی در سیستم بزرگراه ایالت کالیفرنیا بود. هنگامی که پل تکمیل شد بلندترین پل طاقی تک دهانه در جهان بود.
زمین شمال و جنوب پل تا سال‌های ۱۹۸۸ و ۲۰۰۱ مالکیت خصوصی داشت. یک شرکت چوب‌برداری مجوز برداشت چوب قرمز در مزرعه سابق بیکسبی در شمال را در سال ۱۹۸۶ دریافت کرد و در سال ۲۰۰۰ یک توسعه‌دهنده مجوز تقسیم مزرعه سابق برزیل را دریافت کرد. بازسازی لرزه ای ۲۰ میلیون دلاری در سال ۱۹۹۶ تکمیل شد، اگرچه عرض ۲۴ فوت (۷٫۳ متر) آن مطابق با استانداردهای مدرن نیست که پل‌ها باید ۳۲ فوت (۹٫۸ متر) عرض داشته باشند.